# Symplectoscyphus bathypacificus
Symplectoscyphus bathypacificus är en nässeldjursart som beskrevs av Vervoort 1993. Symplectoscyphus bathypacificus ingår i släktet Symplectoscyphus och familjen Sertulariidae. Inga underarter finns listade i Catalogue of Life.